# Roland Boudet
Pour les articles homonymes, voir Boudet.
Roland Boudet, né le 9 novembre 1913 à Bubertré et mort le 4 mars 1993 à Caen, est un homme politique français, député de l'Orne et maire de L'Aigle.

## Biographie
Imprimeur, journaliste et directeur du Réveil normand, journal fondé en 1944, il commence sa carrière politique dans les rangs gaullistes en se portant candidat dans la deuxième circonscription de l'Orne (Mortagne-Laigle) lors des élections législatives de 1958. Arrivé en tête au premier tour, devant l'indépendant Paul Pelleray, il l'emporte aisément au scrutin de ballottage à l'issue d'une quadrangulaire.
À l'Assemblée nationale, il siège dans le groupe de l'Union pour la nouvelle République et dans la commission de la production et des échanges. S'éloignant assez rapidement du gaullisme, il devient non-inscrit puis fait partie des membres fondateurs du Parti libéral européen en 1960.
Lors du scrutin législatif de 1962, il sollicite un nouveau mandat sous cette étiquette et se voit notamment opposer Ernest Voyer, maire de l'Aigle et candidat investi de l'UNR-UDT, qui remporte le second tour dans une triangulaire.
En 1964, après le retrait de M. Voyer, qui représentait le canton de l'Aigle depuis 1945, il fait son entrée au conseil général de l'Orne puis l'année suivante, il succède à celui-ci à la tête de la cité aiglonne. Il prend enfin sa revanche sur ce dernier en 1967 en reprenant de haute lutte, avec seulement 125 voix d'avance, son ancien siège de député. Le faible écart entre les deux principaux candidats conduit son adversaire à déposer un recours en annulation auprès du Conseil constitutionnel. L'instance accède à la requête et une nouvelle élection est organisée le 24 septembre 1967. Elle voit sa réélection dès le premier tour avec 57,17 % des suffrages,.
Devenu membre du Centre démocrate de Jean Lecanuet peu avant, intégrant son comité directeur, il siège alors au sein du groupe Progrès et démocratie moderne.
Reconduit dans ses fonctions parlementaires en 1968, malgré la vague gaulliste, et en 1973, il n'est pas candidat à sa réélection en 1978 et soutient son suppléant Francis Geng, qui remporte le scrutin face au socialiste André Grudet.
Un an plus tard, lors des premières élections européennes, il figure en 76e position (sur 81) sur la liste « Union pour la France en Europe » conduite par Simone Veil.
Constamment réélu à la mairie et au conseil général, il se présente en 1982 dans le nouveau canton de l'Aigle-Est – créé après la division du canton de l'Aigle en deux – comme candidat unique UDF-RPR et bat son concurrent du Parti socialiste.
Défait par André Grudet (PS) aux cantonales de 1988, il reste premier édile de l'Aigle jusqu'en 1989, année où il cède son fauteuil à Maurice Brard, son adjoint aux finances pendant près de dix ans.

## Détail des fonctions et des mandats
Mandats parlementaires
- 30 novembre 1958 - 9 octobre 1962 : député de la 2e circonscription de l'Orne
- 24 septembre 1967 - 30 mai 1968 : député de la 2e circonscription de l'Orne
- 30 juin 1968 - 1er avril 1973 : député de la 2e circonscription de l'Orne
- 11 mars 1973 - 2 avril 1978 : député de la 2e circonscription de l'Orne

Mandats locaux
- 1964 - 1982 : conseiller général du canton de L'Aigle
- mars 1965 - mars 1989 : maire de L'Aigle
- 1982 - 1988 : conseiller général du canton de L'Aigle-Est